# 正方山城
正方山城，是一座石製山城，位於朝鮮黃海北道沙里院市。建於高句麗時期，並於1632年重建。作為一個要塞，保衛著平壤城的安全。城壁高約6米，整個城週長約12公里。城內有成佛寺，是為朝鮮北部最古老的木製建築。
正方山城現被列入第89號朝鮮民主主義人民共和國國寶。